# Campeonato Piauiense de Futebol de 2012
O Campeonato Piauiense de Futebol de 2012 foi a 72ª edição do torneio organizado pela Federação de Futebol do Piauí (FFP). Teve início em 14 de abril e terminou em 15 de julho. O Parnahyba Sport Club foi o campeão desse certame, o 4º título da equipe.

## Fórmula de disputa
Diferentemente dos anos anteriores, o Campeonato Piauiense de 2012 está sendo disputado nos seguintes moldes: Oito times jogam em turno único, onde todos jogam entre si, no sistema de ida-e-volta. Ao final do turno único, as quatro equipes melhores colocadas estarão classificadas para as semifinais do Campeonato Piauiense.
A semifinal foi jogada no sistema 1º x 4º e 2º x 3º, também im ida-e-volta, saindo daí os dois finalistas da competição, também em ida-e-volta. Nas fases eliminatórias, caso haja empate de pontos entre as duas equipes, será classificado o time com melhor campanha na fase classificatória.
O campeão disputará a Copa do Brasil de 2013.
As 6 melhores equipes estarão classificadas automaticamente para a Copa Piauí de 2012, cujo campeão será o segundo representante piauiense na Copa do Brasil de 2013.

### Critérios de desempate
O desempate entre duas ou mais equipes segue a ordem definida abaixo:
1. Maior número de vitórias
2. Melhor saldo de gols
3. Maior número de gols marcados
4. Confronto direto (somente entre duas equipes)
5. Menor número de cartões vermelhos recebidos
6. Menor número de cartões amarelos recebidos
7. Sorteio

## Equipes participantes
As equipes participantes do Piauiense 2012 são as seguintes:
| Equipe     | Cidade      | Em 2011        | Estádio              | Capacidade | Títulos |
| ---------- | ----------- | -------------- | -------------------- | ---------- | ------- |
| 4 de Julho | Piripiri    | 1º             | Ytacoatyara          | 4 000      | 3       |
| Caiçara    | Campo Maior | Não participou | Deusdeth Melo        | 4 000      | 1       |
| Comercial  | Campo Maior | 2º             | Deusdeth Melo        | 4 000      | 1       |
| Flamengo   | Teresina    | 8º             | Lindolfo Monteiro    | 5 760      | 16      |
| Parnahyba  | Parnaíba    | 3º             | Mão Santa / Piscinão | 4 700      | 11      |
| Piauí      | Teresina    | 7º             | Lindolfo Monteiro    | 5 760      | 5       |
| Picos      | Picos       | 5º             | Helvídio Nunes       | 5 400      | 4       |
| Ríver      | Teresina    | 4º             | Lindolfo Monteiro    | 5 760      | 27      |

* Inicialmente Barras Futebol Club e Associação Atlética Cori-Sabbá demostraram interesse em participar do certame de 2012, mas desistiram logo antes do início do campeonato.

## Televisão, Rádio e Internet
A Rede Meio Norte fechou uma parceria exclusiva de transmissão do Campeonato Piauiense de 2012. A referida TV está transmitindo ao vivo os jogos que acontecem nos sábados às 16h, mais as semifinais e finais.
As rádios Pioneira, Difusora e Antares, assim como acontece todos os anos, estão cobrindo o certame de 2012.
Os vídeos dos gols do Campeonato Piauiense de 2012 estão seqüencialmente registrados no Site MChatto.

## Primeira Fase - (1º Turno)

### Tabela de classificação
| Classificação | Classificação | Classificação | Classificação | Classificação | Classificação | Classificação | Classificação | Classificação | Classificação |
| Pos.          | Time          | Pts           | J             | V             | E             | D             | GP            | GS            | SG            |
| ------------- | ------------- | ------------- | ------------- | ------------- | ------------- | ------------- | ------------- | ------------- | ------------- |
| 1             | Comercial     | 27            | 14            | 8             | 3             | 3             | 26            | 12            | +14           |
| 2             | Parnahyba     | 27            | 14            | 8             | 3             | 3             | 26            | 14            | +12           |
| 3             | 4 de Julho    | 24            | 14            | 7             | 3             | 4             | 24            | 12            | +12           |
| 4             | Flamengo      | 23            | 14            | 6             | 5             | 3             | 28            | 15            | +13           |
| 5             | Ríver         | 19            | 14            | 5             | 4             | 5             | 24            | 19            | +5            |
| 6             | Piauí         | 19            | 14            | 5             | 4             | 5             | 20            | 23            | -3            |
| 7             | Picos         | 13            | 14            | 4             | 1             | 9             | 11            | 21            | -10           |
| 8             | Caiçara       | 3             | 14            | 0             | 3             | 11            | 6             | 49            | -43           |

### Jogos

#### Primeira Rodada
| 14 de abril | 4 de Julho         | 1 – 0     | Comercial | Ytacoatiara, Piripiri (Piauí)                        |
| 16:00       | Paulo Maranhão 21' | relatório |           | Público: 710 Árbitro: PI Antonio Dib Moraes de Sousa |

| 15 de abril | Piauí | 0 – 2     | Picos        | Albertão, Teresina                                     |
| 17:00       |       | relatório | Boni 63' 88' | Público: 331 Árbitro: PI José Valmir dos Santos Xavier |

| 15 de abril | Parnahyba | 1 – 0     | Flamengo | Estádio Mão Santa, Parnaíba                               |
| 17:00       | Paulo 42' | relatório |          | Público: 963 Árbitro: PI Francisco Pereira de Lima Júnior |

| 25 de abril | Ríver     | 1 – 1     | Caiçara     | Estádio Lindolfo Monteiro, Teresina                    |
| 20:00       | Jessé 22' | relatório | Deilton 10' | Público: 364 Árbitro: PI José Valmir dos Santos Xavier |

#### Segunda Rodada
| 18 de abril | Flamengo   | 1 – 0     | Piauí | Estádio Lindolfo Monteiro, Teresina       |
| 20:00       | Darlan 65' | relatório |       | Público: 236 Árbitro: PI Leonardo Marques |

| 18 de abril | Picos | 0 – 1     | Parnahyba   | Helvídio Nunes, Picos                           |
| 20:00       |       | relatório | Fabinho 84' | Público: 150 Árbitro: PI Afonso Amorim de Sousa |

| 18 de abril | 4 de Julho                                | 4 – 0     | Caiçara | Ytacoatiara, Piripiri (Piauí)                                 |
| 20:00       | Paulo Maranhão 14' · Pretinho 24' 75' 83' | relatório |         | Público: 503 Árbitro: PI Antônio José Lopes Trindade de Sousa |

| 19 de abril | Ríver | 0 – 2     | Comercial                      | Estádio Lindolfo Monteiro, Teresina           |
| 20:00       |       | relatório | Zé Rodrigues 24' · Alisson 80' | Público: 652 Árbitro: PI Antônio Santos Nunes |

#### Terceira Rodada
| 21 de abril | Caiçara | 0 – 3     | Flamengo                         | Estádio Deusdeth Melo, Campo Maior (Piauí)                 |
| 16:00       |         | relatório | Lima 27' · Luiz Henrique 36' 75' | Público: 131 Árbitro: PI Júlio Cesar de Oliveira Gonçalves |

| 21 de abril | Piauí                              | 2 – 2     | 4 de Julho              | Albertão, Teresina                                       |
| 19:30       | Ricardo Moreno 60' · Boiadeiro 62' | relatório | França 30' · Joniel 37' | Público: 80 Árbitro: PI Francisco Pereira de Lima Júnior |

| 22 de abril | Comercial                    | 2 – 0     | Picos | Estádio Deusdeth Melo, Campo Maior (Piauí)           |
| 15:45       | Zé Rodrigues 7' · Ismael 17' | relatório |       | Público: 267 Árbitro: PI Antonio Dib Moraes de Sousa |

| 23 de abril | Parnahyba   | 1 – 1     | Ríver              | Estádio Mão Santa, Parnaíba                        |
| 20:00       | Péricles 9' | relatório | Junior Picachu 86' | Público: 1,229 Árbitro: PI Leonardo Marques Fortes |

#### Quarta Rodada
| 28 de abril | Picos | 0 – 2     | 4 de Julho     | Helvídio Nunes, Picos                                      |
| 16:00       |       | relatório | França 36' 76' | Público: 166 Árbitro: PI Júlio Cesar de Oliveira Gonçalves |

| 01 de maio | Comercial        | 1 – 1     | Caiçara     | Estádio Deusdeth Melo, Campo Maior (Piauí)    |
| 15:45      | Zé Rodrigues 20' | relatório | Deilton 72' | Público: 745 Árbitro: PI Antônio Santos Nunes |

| 01 de maio | Parnahyba                                                 | 5 – 0     | Piauí | Estádio Mão Santa, Parnaíba                                     |
| 16:00      | Paulo 8' · Nenzinho 79' · Puxinha 82' · Fabinho 86' 90+1' | relatório |       | Público: 1,113 Árbitro: PI Antônio José Lopes Trindade de Sousa |

| 01 de maio | Flamengo    | 1 – 1     | Ríver     | Estádio Lindolfo Monteiro, Teresina                    |
| 17:00      | Laércio 80' | relatório | Jessé 40' | Público: 3,647 Árbitro: PI Antônio Dib Moraes de Sousa |

#### Quinta Rodada
| 05 de maio | Caiçara     | 1 – 3     | Parnahyba                     | Estádio Deusdeth Melo, Campo Maior (Piauí)               |
| 15:45      | Deílton 55' | relatório | Rivellino 20' 30' · Paulo 31' | Público: 95 Árbitro: PI Francisco Pereira de Lima Júnior |

| 05 de maio | Piauí         | 1 – 5     | Comercial                                            | Estádio Lindolfo Monteiro, Teresina                        |
| 16:00      | Boiadeiro 72' | relatório | Cleiton 4' · Barata 29' · Zé Rodrigues 49' 63' 90+4' | Público: 613 Árbitro: PI Francisco Nurisman Machado Gaspar |

| 05 de maio | 4 de Julho     | 2 – 0     | Flamengo | Ytacoatiara, Piripiri (Piauí)                   |
| 20:00      | França 59' 83' | relatório |          | Público: 781 Árbitro: PI Afonso Amorim de Sousa |

| 07 de maio | Ríver                                            | 4 – 0     | Picos | Estádio Lindolfo Monteiro, Teresina              |
| 20:00      | Crislan 25' 34' · Jessé 30' · Rogério Manaus 40' | relatório |       | Público: 798 Árbitro: PI Leonardo Marques Fortes |

#### Sexta Rodada
| 12 de maio | Caiçara      | 1 – 1     | Piauí    | Estádio Deusdeth Melo, Campo Maior (Piauí)                   |
| 15:45      | Adaílson 44' | relatório | Eder 75' | Público: 64 Árbitro: PI Antônio José Lopes Trindade de Sousa |

| 12 de maio | Comercial                                                  | 3 – 0     | Parnahyba | Estádio José Resende, Capitão de Campos        |
| 15:45      | João Gabriel 17' · Jefferson Pipoca 72' · Zé Rodrigues 79' | relatório |           | Público: ? Árbitro: PI Leonardo Marques Fortes |

| 12 de maio | Flamengo                                                     | 3 – 1     | Picos    | Estádio Lindolfo Monteiro, Teresina                        |
| 17:00      | Jorginho Paulista 4' · Ranielson 44' · Da Silva Alagoano 90' | relatório | Boni 43' | Público: 211 Árbitro: PI Júlio Cesar de Oliveira Gonçalves |

| 12 de maio | 4 de Julho | 1 – 2     | Ríver                              | Ytacoatiara, Piripiri (Piauí)                 |
| 18:00      | França 37' | relatório | Jessé 11' · Laerson Alagoano 90+1' | Público: 767 Árbitro: PI Antônio Santos Nunes |

#### Sétima Rodada
| 16 de maio | Picos                           | 2 – 0     | Caiçara | Helvídio Nunes, Picos                            |
| 20:00      | Roberto Euxaia 55' · Franzé 80' | relatório |         | Público: 164 Árbitro: PI Leonardo Marques Fortes |

| 16 de maio | Parnahyba                                                  | 3 – 0     | 4 de Julho | Estádio Mão Santa, Parnaíba                     |
| 20:00      | Puxinha 17' · Arnaldo Carioca (contra) 19' · Fabinho 90+2' | relatório |            | Público: 981 Árbitro: PI Afonso Amorim de Sousa |

| 16 de maio | Ríver | 0 – 1     | Piauí       | Estádio Lindolfo Monteiro, Teresina                  |
| 20:00      |       | relatório | Fabiano 68' | Público: 740 Árbitro: PI Antônio Dib Moraes de Sousa |

| 17 de maio | Flamengo                           | 2 – 2     | Comercial                            | Estádio Lindolfo Monteiro, Teresina                        |
| 20:00      | Da Silva Alagoano 15' · Zuza 90+2' | relatório | Cleiton 29' · Paulinho Messejana 66' | Público: 500 Árbitro: PI Júlio Cesar de Oliveira Gonçalves |

| Taça Cidade de Teresina de 2013 |
| ------------------------------- |
| Campo Maior                     |
| Comercial-PI Campeão            |

## Taça Estado do Piauí de 2012

### Tabela de Classificação
| Taça Estado do Piauí | Taça Estado do Piauí | Taça Estado do Piauí | Taça Estado do Piauí | Taça Estado do Piauí | Taça Estado do Piauí | Taça Estado do Piauí | Taça Estado do Piauí | Taça Estado do Piauí | Taça Estado do Piauí |
| Pos.                 | Time                 | Pts                  | J                    | V                    | E                    | D                    | GP                   | GS                   | SG                   |
| -------------------- | -------------------- | -------------------- | -------------------- | -------------------- | -------------------- | -------------------- | -------------------- | -------------------- | -------------------- |
| 1                    | Parnahyba            | 16                   | 7                    | 5                    | 1                    | 1                    | 14                   | 5                    | +9                   |
| 2                    | Comercial            | 14                   | 7                    | 4                    | 2                    | 1                    | 15                   | 5                    | +10                  |
| 3                    | 4 de Julho           | 13                   | 7                    | 4                    | 1                    | 2                    | 12                   | 7                    | +5                   |
| 4                    | Flamengo             | 11                   | 7                    | 3                    | 2                    | 2                    | 10                   | 7                    | +3                   |
| 5                    | Ríver                | 9                    | 7                    | 2                    | 3                    | 2                    | 9                    | 7                    | +2                   |
| 6                    | Picos                | 6                    | 7                    | 2                    | 0                    | 5                    | 5                    | 12                   | -7                   |
| 7                    | Piauí                | 5                    | 7                    | 1                    | 2                    | 4                    | 5                    | 16                   | -11                  |
| 8                    | Caiçara              | 3                    | 7                    | 0                    | 3                    | 4                    | 4                    | 15                   | -11                  |

- Com esses resultados, o Parnahyba consagrou-se campeão da Taça Estado do Piauí de 2012. Apesar de o regulamento desse ano não prever turno e returno distintos, mas sim turno único em ida e volta, essa premiação foi considerada.

## Oitava Rodada
| 19 de maio | Caiçara | 0 – 5     | Ríver                                                               | Estádio Deusdeth Melo, Campo Maior (Piauí)       |
| 15:45      |         | relatório | Jessé 15' · Laerson Alagoano 39' 52' · Fábio Augusto 46' · Piva 80' | Público: 102 Árbitro: PI Leonardo Marques Fortes |

| 19 de maio | Picos | 0 – 1     | Piauí         | Helvídio Nunes, Picos                                      |
| 20:00      |       | relatório | Boiadeiro 55' | Público: 274 Árbitro: PI Júlio Cesar de Oliveira Gonçalves |

| 20 de maio | Comercial        | 1 – 1     | 4 de Julho | Estádio Deusdeth Melo, Campo Maior (Piauí)                |
| 15:45      | Zé Rodrigues 21' | relatório | Joniel 55' | Público: 431 Árbitro: PI Francisco Pereira de Lima Júnior |

| 20 de maio | Flamengo                                                                        | 5 – 2     | Parnahyba                  | Estádio Lindolfo Monteiro, Teresina           |
| 17:00      | Da Silva Alagoano 10' · Zuza 49' · Luiz Henrique 61' · Ítalo 65' · Flavinho 90' | relatório | Puxinha 55' · Erivaldo 82' | Público: 242 Árbitro: PI Antônio Santos Nunes |

## Nona Rodada
| 23 de maio | Caiçara | 0 – 6     | 4 de Julho                                                      | Estádio Deusdeth Melo, Campo Maior (Piauí)        |
| 15:45      |         | relatório | Danúbio 14' 44' 82' · Joniel 50' · Manoelzinho 86' · França 87' | Público: 52 Árbitro: PI Rogério de Oliveira Braga |

| 23 de maio | Parnahyba | 0 – 0     | Picos | Estádio Mão Santa, Parnaíba                                   |
| 20:00      |           | relatório |       | Público: 551 Árbitro: PI Antônio José Lopes Trindade de Sousa |

| 23 de maio | Piauí       | 1 – 1     | Flamengo   | Estádio Lindolfo Monteiro, Teresina                    |
| 20:00      | Fabiano 45' | relatório | Darlan 68' | Público: 566 Árbitro: PI José Valmir dos Santos Xavier |

| 24 de maio | Comercial                               | 2 – 1     | Ríver       | Estádio Deusdeth Melo, Campo Maior (Piauí)      |
| 15:45      | Zé Rodrigues 29' · Jefferson Pipoca 62' | relatório | Netinho 79' | Público: 211 Árbitro: PI Afonso Amorim de Sousa |

## Décima Rodada
| 26 de maio | Flamengo                                                                              | 7 – 1     | Caiçara    | Estádio Lindolfo Monteiro, Teresina                |
| 16:00      | Ítalo 13' 66' 69' · Célio 17' · Lima 61' · Bruno Potiguar 75' · Jorginho Paulista 84' | relatório | Kleber 74' | Público: 159 Árbitro: PI Rogério de Oliveira Braga |

| 26 de maio | 4 de Julho | 0 – 1     | Piauí         | Ytacoatiara, Piripiri (Piauí)                   |
| 20:00      |            | relatório | Boiadeiro 70' | Público: 506 Árbitro: PI Afonso Amorim de Sousa |

| 28 de maio | Ríver       | 1 – 3     | Parnahyba                                         | Estádio Lindolfo Monteiro, Teresina                  |
| 20:00      | Jader 90+1' | relatório | Da Silva 41' · Fabinho 80' · Cleiton Cearense 85' | Público: 713 Árbitro: PI Antônio Dib Moraes de Sousa |

| 06 de junho | Picos                     | 2 – 1     | Comercial        | Helvídio Nunes, Picos                         |
| 20:00       | Adicarlos 1' · Filipe 81' | relatório | Zé Rodrigues 85' | Público: 115 Árbitro: PI Antônio Santos Nunes |

## Décima-Primeira Rodada
| 02 de junho | Piauí                         | 2 – 2     | Parnahyba                   | Estádio Lindolfo Monteiro, Teresina           |
| 16:00       | Boiadeiro 11' · Fabiano 90+2' | relatório | Fabinho 70' · Rivellino 76' | Público: 113 Árbitro: PI Antônio Santos Nunes |

| 03 de junho | Caiçara | 0 – 4     | Comercial                                                        | Estádio Deusdeth Melo, Campo Maior (Piauí)           |
| 16:00       |         | relatório | Zé Rodrigues 27' · Toni 34' · Jefferson Pipoca 52' · Alisson 87' | Público: 432 Árbitro: PI Antônio Dib Moraes de Sousa |

| 03 de junho | 4 de Julho      | 2 – 0     | Picos | Ytacoatiara, Piripiri (Piauí)                              |
| 16:00       | Danúbio 11' 16' | relatório |       | Público: 363 Árbitro: PI Francisco Nurisman Machado Gaspar |

| 04 de junho | Ríver                            | 2 – 2     | Flamengo               | Estádio Lindolfo Monteiro, Teresina                         |
| 20:00       | Rogério Manaus 70' · Crislan 88' | relatório | Ítalo 16' · Darlan 87' | Público: 1,453 Árbitro: PI Francisco Pereira de Lima Júnior |

## Décima-Segunda Rodada
| 09 de junho | Picos               | 1 – 2     | Ríver                           | Helvídio Nunes, Picos                                    |
| 20:00       | Cristiano Jesus 89' | relatório | Fábio Augusto 50' · Crislan 63' | Público: 89 Árbitro: PI Francisco Pereira de Lima Júnior |

| 10 de junho | Comercial   | 1 – 3     | Piauí                               | Estádio Deusdeth Melo, Campo Maior (Piauí)      |
| 16:00       | Janes 45+1' | relatório | Fabiano 4' · Darley 54' · Pablo 68' | Público: 237 Árbitro: PI Afonso Amorim de Sousa |

| 10 de junho | Parnahyba                                                | 4 – 0     | Caiçara | Estádio Mão Santa, Parnaíba                |
| 17:00       | Alessandro 28' · Fabinho 32' · Isael 39' · Renatinho 87' | relatório |         | Público: ? Árbitro: PI Thyago Costa Leitão |

| 10 de junho | Flamengo              | 1 – 1     | 4 de Julho | Estádio Lindolfo Monteiro, Teresina                        |
| 17:00       | Da Silva Alagoano 22' | relatório | Joniel 80' | Público: 256 Árbitro: PI Júlio Cesar de Oliveira Gonçalves |

## Décima-Terceira Rodada
| 13 de junho | Parnahyba | 0 – 1     | Comercial        | Estádio Mão Santa, Parnaíba                   |
| 20:00       |           | relatório | Zé Rodrigues 20' | Público: 772 Árbitro: PI Antônio Santos Nunes |

| 13 de junho | Picos | 0 – 2     | Flamengo      | Helvídio Nunes, Picos                                |
| 20:00       |       | relatório | Ítalo 21' 27' | Público: ? Árbitro: PI José Valmir dos Santos Xavier |

| 13 de junho | Piauí                                                                       | 5 – 0     | Caiçara | Estádio Lindolfo Monteiro, Teresina                           |
| 20:00       | Boiadeiro 43' · Vagno (contra) 46' · Nenem 83' · Fabiano 87' · Darley 90+1' | relatório |         | Público: 165 Árbitro: PI Antônio José Lopes Trindade de Sousa |

| 14 de junho | Ríver       | 1 – 2     | 4 de Julho              | Estádio Lindolfo Monteiro, Teresina              |
| 20:00       | Crislan 61' | relatório | França 46' · Joniel 85' | Público: 469 Árbitro: PI Leonardo Marques Fortes |

## Décima-Quarta Rodada
| 16 de junho | Caiçara  | 1 – 3     | Picos                                 | Estádio Deusdeth Melo, Campo Maior (Piauí)  |
| 15:45       | Sadan 6' | relatório | Filipe 33' · Marcelo 54' · Franzé 57' | Público: 27 Árbitro: PI Thyago Costa Leitão |

| 16 de junho | Piauí                     | 2 – 3     | Ríver                                 | Estádio Lindolfo Monteiro, Teresina                        |
| 16:00       | Boiadeiro 58' · Pablo 71' | relatório | Niel 52' · Crislan 60' · Péricles 74' | Público: 129 Árbitro: PI Francisco Nurisman Machado Gaspar |

| 17 de junho | 4 de Julho | 0 – 1     | Parnahyba   | Ytacoatiara, Piripiri (Piauí)                           |
| 16:00       |            | relatório | Fabinho 72' | Público: ? Árbitro: PI Francisco Pereira de Lima Júnior |

| 17 de junho | Comercial          | 1 – 0     | Flamengo | Estádio Deusdeth Melo, Campo Maior (Piauí)       |
| 16:00       | Jeferson Lopes 48' | relatório |          | Público: 281 Árbitro: PI Leonardo Marques Fortes |

| Taça Estado do Piauí de 2013 |
| ---------------------------- |
| Parnaíba                     |
| Parnahyba Campeão            |

### Fase final

#### Tabela de classificação
|  | Semifinais | Semifinais | Semifinais | Semifinais |   |   | Finais    | Finais | Finais | Finais |
|  |            |            |            |            |   |   |           |        |        |        |
|  | 1          | Comercial  | 1          | 1          |   |   |           |        |        |        |
|  | 4          | Flamengo   | 4          | 1          |   |   |           |        |        |        |
|  |            |            |            |            |   | 2 | Parnahyba | 1      | 0      |        |
|  |            | 4          | Flamengo   | 0          | 1 |   |           |        |        |        |
|  | 2          | Parnahyba  | 0          | 0          |   |   |           |        |        |        |
|  | 3          | 4 de Julho | 0          | 0          |   |   |           |        |        |        |

#### Semifinais
Jogos de ida
| 22 de junho | 4 de Julho | 0 – 0     | Parnahyba | Ytacoatiara, Piripiri                                      |
| 20:00       |            | relatório |           | Público: 771 Árbitro: PI Júlio Cesar de Oliveira Gonçalves |

| 27 de junho | Flamengo                                         | 4 – 1     | Comercial        | Estádio Lindolfo Monteiro, Teresina                      |
| 20:00       | Flavinho 21' · Luiz Henrique 37' 39' · Ítalo 53' | relatório | Zé Rodrigues 43' | Público: 664 Árbitro: PI Francisco Pereiar de Lima Júior |

Jogos de volta
| 01 de julho | Parnahyba | 0 – 0     | 4 de Julho | Estádio Mão Santa, Parnaíba                      |
| 16:00       |           | relatório |            | Público: 1,043 Árbitro: PE Nielson Nogueira Dias |

- O Parnahyba avança à final por ter melhor campanha na 1ª fase.

| 05 de julho | Comercial   | 1 – 1     | Flamengo              | Ytacoatiara, Piripiri                          |
| 20:00       | Juari 45+3' | relatório | Jorginho Paulista 67' | Público: ? Árbitro: PI Leonardo Marques Fortes |

#### Final
| 11 de Julho | Flamengo | 0 – 1     | Parnahyba   | Estádio Lindolfo Monteiro, Teresina                         |
| 20:00       |          | relatório | William 83' | Público: 1,890 Árbitro: PI Francisco Pereira de Lima Júnior |

| 15 de Julho | Parnahyba | 0 – 1     | Flamengo  | Estádio Mão Santa, Parnaíba                                 |
| 16:00       |           | relatório | Italo 49' | Público: 4 617 Árbitro: PI Francisco Pereira de Lima Júnior |

- O Parnahyba vence a final por ter melhor campanha na 1ª fase.

### Premiação
| Campeonato Piauiense de 2012    |
| ------------------------------- |
| PARNAHYBA Campeão (12.º título) |

## Artilharia
| Atleta (Equipe) | Gols |
| --- | ---- |
| Zé Rodrigues (Comercial) | 14   |
| Fabinho (Parnahyba), França (4 de Julho) | 8    |
| Italo (Flamengo), Boiadeiro (Piauí) | 7    |
| Crislan (Ríver) | 6    |
| Da Silva Alagoano (Flamengo), Fabiano (Piauí), Jessé (Ríver), Danubio (4 de Julho) | 5    |
| Deílton (Caiçara), Jefferson Pipoca (Comercial), Paulo, Puxinha, Rivellino (Parnahyba), Boni (Picos), Laerson Alagoano (River) e Pretinho (4 de Julho), Jorginho Paulista (Flamengo) | 3    |
| Cleiton, Alisson (Comercial), Darlan, Lima, Luiz Henrique, Zuza (Flamengo), Darley, Pablo (Piauí), Filipe, Franzé (Picos), Fábio Augusto, Péricles, Rogério Manaus (River) e Paulo Maranhão (4 de Julho) | 2    |
| Adaílson, Sadan, Kleber (Caiçara), Barata, Jefferson Lopes, Paulinho Messejana, Ismael, Janes, João Gabriel, Juari, Toni (Comercial), Bruno Potiguar, Célio, Flavinho, Henrique, Laércio, Ranielson (Flamengo), Alessandro, Da Silva, Erivaldo, Isael, Nenzinho, Juninho Picachu, Renatinho, William (Parnahyba), Eder, Neném, Ricardo Moreno (Piauí), Adicarlos, Cristiano Jesus, Marcelo, Roberto Heuchayer (Picos), Manoelzinho (4 de Julho), Jader, Netinho, Niel e Piva (River) | 1    |
| Vagno (Caiçara, em favor do Piauí), Arnaldo Carioca (4 de Julho, em favor do Parnahyba) e Crislan (River, em favor do Parnahyba) | -1   |

## Classificação Final
| Classificação | Classificação | Classificação | Classificação | Classificação | Classificação | Classificação | Classificação | Classificação | Classificação |
| Pos.          | Time          | Pts           | J             | V             | E             | D             | GP            | GS            | SG            |
| ------------- | ------------- | ------------- | ------------- | ------------- | ------------- | ------------- | ------------- | ------------- | ------------- |
| 1             | Parnahyba     | 32            | 18            | 9             | 5             | 4             | 27            | 15            | +12           |
| 2             | Flamengo      | 30            | 18            | 8             | 6             | 4             | 34            | 18            | +16           |
| 3             | Comercial     | 28            | 16            | 8             | 4             | 4             | 28            | 17            | +11           |
| 4             | 4 de Julho    | 26            | 16            | 7             | 5             | 4             | 24            | 12            | +12           |
| 5             | Ríver         | 19            | 14            | 5             | 4             | 5             | 24            | 19            | +5            |
| 6             | Piauí         | 19            | 14            | 5             | 4             | 5             | 20            | 23            | -3            |
| 7             | Picos         | 13            | 14            | 4             | 1             | 9             | 11            | 21            | -10           |
| 8             | Caiçara       | 3             | 14            | 0             | 3             | 11            | 6             | 49            | -43           |